# Жеє (Постойна)
Жеє (словен. Žeje) — поселення в общині Постойна, Регіон Нотрансько-крашка, Словенія. Висота над рівнем моря: 533,6 м.